# Eric Bana
Eric Bana (izg. ˈbænə), avstralski filmski in televizijski igralec, * 9. avgust 1968, Melbourne, Avstralija.
S svojo kariero je Eric Bana pričel kot komedijant, ko je začel igrati v komični televizijski seriji s skeči, Randevu, kasneje pa je zaslovel z biografskim filmom Chopper (2000). Potem, ko se je že desetletje pojavljal v raznih vlogah na avstralskih televizijskih serijah in filmih, je Eric Bana pritegnil Hollywoodo pozornost z vlogami ameriškega narednika Delta Force, Norma »Hoota« Hootna, v filmu Sestreljeni črni jastreb (2001), glavno vlogo v filmu Anga Leeja, Hulk (2003), Brucea Bannerja, princa Hektorja v filmu Troja (2004), glavno vlogo v filmu Stevena Spielberga, Munich (2005) in kot zlobni Nero v znanstveno-fantastičnem filmu Zvezdne steze (2009).
Izpopolnjen tako dramski igralec kot komik je Eric Bana prejel najpomembnejše televizijske in filmske nagrade Avstralije za svoje nastope v delih Chopper, Randevu in Romulus, moj oče. Nastopa predvsem v glavnih vlogah v komedijah, ki pritegnejo manj pozornosti, ali v večjih studijskih filmih, katere zvrsti obsegajo vse od romantičnih komedij in dram, do znanstvene fantastike in akcijskih trilerjev.

## Zgodnje življenje in družina
Eric Bana se je kot Eric Banadinović rodil v Melbourneu, Victoria, Avstralija, kot mlajši od dveh otrok; ima še starejšega brata, Anthonyja. Po očetovi strani ima hrvaške korenine. Njegov dedek po očetovi strani, Mate Banadinović, je po 2. svetovni vojni odletel v Argentino, njegova babica po očetovi strani pa se je v petdesetih skupaj s svojim sinom Ivanom (očetom Erica Bane) preselila najprej v Nemčijo in kasneje v Avstralijo. Njegov oče je bil logistični menedžer za podjetje Caterpillar, Inc., njegova mama Eleanor, ki se je rodila v Nemčiji, pa je bila frizerka. Eric Bana je odrasel v Tullamarineu, zahodnem predmestju Melbournea, blizu glavnega letališča. V intervjuju za revijo The Mail on Sunday je novinarki Antonelli Gambotto-Burke povedal, da so njegovo družino mnogokrat žalili razni rasisti, zaradi česar se je tudi sam večkrat znašel v težavah. »'Priseljenec' je tako grozna beseda,« je dejal. Povedal je še: »Vedno sem bil ponosen na svoje korenine, ki so zelo vplivale na mojo vzgojo. Vedno sem bil v družbi ljudi evropejskega izvora.«
Talent za igranje je Eric Bana pokazal že zelo zgodaj, saj je že pri šestih ali sedmih letih oponašal svoje sorodnike. Začel je z oponašanjem hoje, glasu in manirizma svojega dedka. V šoli je večkrat oponašal svoje učitelje, da se je izognil težavam. Ko je kot najstnik videl film Mela Gibsona, Pobesneli Maks (1979), si je zaželel, da bi postal igralec. Kakorkoli že, o karieri v nastopanju ni resno razmišljal do leta 1991, ko se je pričel ukvarjati s stand-up komedijo, medtem pa je delal kot točaj v baru v hotelu Castle v Melbourneu. Z nastopi s stand-up komedijo komedijo v mestnih lokalih ni zaslužil dovolj, da bi se preživljal, zaradi česar je še naprej delal kot točaj in natakar.

## Kariera

### Zgodnje delo (1993–1997)
Leta 1993 se je Eric Bana prvič pojavil na televiziji, ko je zaigral v oddaji Stevea Vizarda, Tonight Live. Njegov nastop je pritegnil pozornost producentov televizijske serije s skeči, Randevu, ki so ga povabili k njihovi seriji kot scenarist in igralec. V štirih letih nastopanja v seriji je Eric Bana sam napisal večino svojega gradiva in nekateri liki iz serije so temeljili na članih njegove družine. S svojimi oponašanji Columba, Arnolda Schwarzeneggra, Sylvestra Stallonea in Toma Cruisea je zaslovel med občinstvom televizijske serije. Zaradi tega uspeha je kasneje posnel tudi lasten album s skeči, Out of Bounds, ki je izšel leta 1994, ter vodil lastno televizijsko oddajo z naslovom Eric, ki se je na avstralski televiziji predvajala leta 1996. Oddaja, kjer so izvajali izbrane skeče skupaj z vsakdanjimi liki, ga je spodbudila k temu, da je začel nastopati tudi v lastni televizijski oddaji s skeči, The Eric Bana Show. Oddaja, scenarij katere je napisal sam, je vključevala skeče, v njej so nastopili tudi razni stand-up komedijanti in slavne osebnosti, vendar ni pritegnila veliko občinstva in po osmih epizodah so jo zaradi slabih ocen ukinili. Kljub temu je leta 1997 prejel nagrado Logie Award v kategoriji za »najpopularnejšo komično osebnost« za svoje delo pri oddaji Randevu.
Istega leta je Eric Bana zaigral v svojem prvem filmu, in sicer avstralskem filmu The Castle, ki je govoril o družini iz Melbournea, ki se je borila za to, da bi obdržali svoj dom ob letališču v Melbourneu, saj jih avtoriteta letališča sili k selitvi. V filmu je imel stransko vlogo kick-boxerskega računovodje Cona Petropoulousa, ki je zet lastnika stanovanja. Film The Castle je dobil nepričakovano veliko pozornost s strani kritikov in zaslužil presenetljivo veliko denarja, 10.326.428 avstralskih dolarjev samo v Avstraliji.

### Preboj (1997–2005)
Kljub temu, da je le malo igral v dramah, je Eric Bana leta 1997 sprejel ponudbo režiserja Andrewa Dominika in se pojavil v filmu Chopper (2000), biografskem filmu, ki je temeljil na življenju zloglasnega avstralskega zločinca Chopperja Reada. Andrew Dominik je na projektu delal pet let, vendar ni mogel najti igralca, ki bi lahko upodobil glavno vlogo. Šele potem, ko je Chopper Read za vlogo sam predlagal Erica Bano, ki ga je videl med nastopanjem s skeči na televiziji, je režiser pomislil na to, da bi mu ponudil vlogo.
Za vlogo si je Eric Bana pobril glavo, se zredil za skoraj petnajst kilogramov in dva dneva preživel s Chopperjem Readom, da bi lahko popolnoma oponašal njegovo mimiko. S snemanjem je moral pričeti vsako jutro ob štirih zjutraj, na vsakem snemanju pa so porabili pet ur samo zato, da so mu narisali tatuje, s katerimi je bil prekrit Chopper Read. Kljub temu, da je film zunaj Avstralije izšel le v omejeni izdaji, so filmski kritiki Ericu Bani za njegov nastop v filmu dodelili večinoma pozitivne kritike. Ameriški kritik Roger Ebert ga je pohvalil, pri čemur je povedal: »V komedijantu, imenovanem Eric Bana, so filmski ustvarjalci po mojem mnenju našli bodočo zvezdo … Ima kvalitete, ki se jih ne priučiš v nobeni šoli igranja in le jih ima le peščica igralcev. Enostavno ne moreš odvrniti pogleda od njega.« Film Chopper je požel veliko uspeha s strani filmskih kritikov in zaslužil veliko denarja, na podelitvi nagrad avstralskega filmskega inštituta leta 2001 pa je bil nominiran v kategoriji za »najboljši film«. Njegov nastop v filmu je Ericu Bani prislužil nagrado avstralskega filmskega inštituta v kategoriji za »najboljšega igralca«.
Leta 2001 je režiser Ridley Scott Erica Bano izbral za vlogo ameriškega vojaka v filmu Sestreljeni črni jastreb (2001). Ridley Scott, ki je bil navdušen nad njegovim nastopom v filmu Chopper, od njega ni zahteval, naj se udeleži avdicije. V filmu je igral prvorazrednega narednika Norma »Hoota« Gibsona, elitnega vojaka Delte Force, ki se sam bori v Mogadishuju, Somalija, potem, ko mu naročijo, naj odpusti dva izmed najboljših poročnikov. Eric Bana se je znebil teže, ki jo je pridobil za svojo vlogo Chopperja Reada in pričel s telovadnim režimom nekaj mesecev, preden se je pričelo snemanje. Med drugim je med pripravami za vlogo skupaj z operaterji Delte Force treniral na Fort Braggu, Severna Carolina, kjer se je učil streljati z orožjem in čistiti sobe.
Njegov naslednji projekt je bil manj uspešen avstralski film The Nugget (2002). Komedija prikaže vpliv instantnega bogastva na tri može iz delavnega razreda, ob izidu pa je doživel velik moderatni uspeh v Avstraliji. Eric Bana je scenarij za ta film prebral potem, ko je končal s snemanjem filma Chopper leta 2000 in je bil takoj pripravljen sodelovati pri takšnem projektu, saj ga je spominjal na njegovo otroštvo in ker so se mu liki v zgodbi zdeli všečni in zabavni. Med snemanjem filma The Nugget so mu ponudili glavno vlogo, vlogo Brucea Bannerja v filmski upodobitvi stripov Neverjetni Hulk. Za to, da bi vlogo sprejel, se je pričel zanimati šele, ko je izvedel, da pri projektu sodeluje tudi režiser Ang Lee. Eric Bana je Anga Leeja občudoval zaradi njegovega dela pri filmu Ledeni vihar in se strinjal, da bo na filmu pričel delati, še preden bo scenarij končan. Povedal je, da je pri tem projektu pričel sodelovati tudi zato, ker se mu je zdelo, da je imel »lik Brucea Bannerja zelo velik dramatičen potencial« in ker bil to »pravljično neobičajen superjunak.« Film Hulk (2003) je s strani filmskih kritikov prejel mešane ocene, zaslužil je veliko denarja, nastop Erica Bane pa je bil pohvaljen: Jack Matthews iz revije New York Daily News je, na primer, menil, da je Eric Bana lik Brucea Bannerja upodobil »z enkratno prepričljivostjo«. Eric Bana si je z nastopom v tem filmu prislužil nominacijo za nagrado Akademije znanstveno-fantastičnih, fantazijskih in grozljivih filmov v kategoriji za »obraz te zvrsti iz prihodnosti«.
Leta 2004 je Eric Bana poleg Brada Pitta zaigral v dobro prodajanem filmu Troja, kjer je imel vlogo princa Hektorja, vodje trojanskih vojnih sil v boju proti grškemu vojaku Ahilu (upodobil ga je Brad Pitt). Režiser Wolfgang Petersen mu je vlogo Hektorja ponudil potem, ko je spoznal Brada Pitta, oboževalca filma Chopper. Film je bil uspešen po vsem svetu, saj je zaslužil več kot 364 milijonov $. V Severni Ameriki pa je bil z zasluženimi 133 milijoni $ nekoliko manj uspešen.

### Zdajšnja dela (2005–danes)
Potem, ko filmski kritiki niso pohvalili filmov Hulk in Troja, so se začeli spraševati o zmožnostih Erica Bane. Na vse skupaj se je v intervjuju z revijo Empire Magazine odzovel z besedami: »Saj ni, kot da je bil [Hulk] neuspešnica. Ko si tako dolgo na snemanju, v film veliko prispevaš tudi osebno. Če ne bi bil zadovoljen z rezultatom, bi bil nazadnje prekleto razburjen, a do zdaj sem bil v vsakem primeru zadovoljen. Za film Troja bi mi lahko plačali le 50 $, pa ne bi ničesar obžaloval.«
V prihodnjem letu je poleg Daniela Craiga in Geoffreyja Rusha zaigral v kontroverznem filmu Stevena Spielberga, München. V filmu je Eric Bana igral Avnerja, agenta organizacije Mossad, ki mu je naročeno, naj izsledi in ubije teroriste iz organizacije Black September, saj naj bi bili odgovorni za pokol izraelskega atleta na poletnih olimpijskih igrah leta 1972. Film so filmski kritiki zelo hvalili in leta 2006 je bil nominiran za pet oskarjev. Revija Los Angeles Times je napisala, da Eric Bana kot Avner »projecira kombinacijo senzitivnosti in brezobzirnosti in … ve, kako se sooči z zaskrbljujočimi novimi izkušnjami.«
Leta 2006 je bil Eric Bana k temu, da se pridruži Akademiji umetnosti v filmu in znanosti (Academy of Motion Picture Arts and Sciences). Film Srečnež, romantična komedija, na kateri je Eric Bana delal, preden je pričel snemati film München, je izšel zgodaj leta 2007. V njem je imel vlogo Hucka Cheeverja, poklicnega igralca pokra, ki mora pozabiti na svoje osebne težave in se osredotočiti na to, da bo zmagal na zelo pomembnem kvartopirskem turnirju v Las Vegasu. Njegov naslednji film je bila avstralska drama Romulus, moj oče (2007). Film, ki je temeljil na istoimenskem romanu, avtobiografiji Raimonda Gaite, je govoril o paru, ki se trudi vzgojiti svojega sina. Film so kritiki v glavnem hvalili in za svoj nastop je bil Eric Bana nagrajen s svojo drugo nagrado avstralskega filmskega inštituta v kategoriji za »najboljšega igralca«.
Njegov naslednji projekt je bila zgodovinska drama Druga sestra Boleyn (2008). V filmu je zaigral kralja Henrika VIII. poleg Scarlett Johansson in Natalie Portman. Eric Bana je bil presenečen, ker so mu ponudili vlogo in je kasneje priznal, da bi jo »po vsej verjetnosti kar prezrl in poslal naprej,« če bi bila predstavljena pod drugačnim naslovom. V naslednjem letu je poleg Chrisa Pinea in Zacharyja Quinta zaigral v znanstveno-fantastičnem filmu Zvezdne steze. V filmu je upodobil lika Nera, romulanskega ladijskega kapitana, ki se namerava maščevati Spocku, ki ga krivi za uničenje planeta, iz katerega je prišel in njegovih prebivalcev. Film so filmski kritiki v glavnem hvalili, po svetu pa je zaslužil več kot 380 milijonov $.
Avgusta 2009 je kot Henry DeTamble poleg Rachel McAdams zaigral v filmski upodobitvi romana Žena popotnika v času. Poleg Adama Sandlerja in Setha Rogena je Eric Bana zaigral tudi v tretjem filmu, ki ga je režiral Judd Apatow, Komiki, ki je govoril o stand-up komikih. Film je postal prva uspešnejša ameriška komedija, v kateri je igral Eric Bana.
Leta 2009 je Eric Bana izdal dokumentarni film Love the Beast, ki ga je produciral in izdal sam. Film je govoril o njegovem razmerju z njegovim prvim avtomobilom in je opisoval, kako se je spremenil v ljubitelja avtomobilov. Čez film išče odgovore na vprašanja in modrost, iz katere črpajo njegovi trije vseživljenjski prijatelji ter zvezdniki, kot so Jay Leno, Jeremy Clarkson in Dr. Phil.

## Zasebno življenje
Medtem, ko je igral v seriji Randevu, je pričel hoditi z Rebecco Gleeson, publicistko kanala Seven Network in hčerko takratnega vrhovnega sodnika Novega Južnega Walesa, kasneje pa vrhovnega sodnika Avstralije, Murrayja Gleesona. Poročila sta se leta 1997, potem, ko jo je Eric Bana zasnubil na potovanju v Združene države Amerike, ki mu ga je plačala revija Cleo Magazine, ko so ga leta 1996 imenovali za »samca leta«. Skupaj imata dva otroka, sina Klausa (rodil se je avgusta 1999) in hčerko Sophio (rojena aprila 2002). Skupaj živijo v Melbourneu. Na svojih uradnih dokumentih ima za priimek še vedno svoje rojstno ime, Banadinović.
Eric Bana je navdušen nad motorističnimi dirkami in sodeluje pri mnogih motorističnih tekmovanjih v Avstraliji. Pri štirinajstih je želel pustiti šolo in se izučiti za motorskega mehanika, vendar ga je njegov oče prepričal, naj dokonča šolo in mu svetoval, naj njegov hobij ne postane tudi njegova služba. Svoj prvi avtomobil, 1974 XB Ford Falcon, je za 1100 $ kupil pri petnajstih in ga takrat tudi začel voziti, leta 1996 pa je prvič nastopil na avtomobilistični dirki, Targa Tasmania, teden dni dolgi dirki, pri kateri morajo tekmovalci prevoziti otoško državo Tasmanijo. Leta 2004 si je kupil Porsche 944, da bi dokončal avstralski Porschejev izziv. Izziv je dokončal v letu 2004 in novembra tistega leta pristal med prvimi desetimi tekmovalci, nazadnje pa je po tekmovanju Sandown 500 končal četrti, kar je bil njegov osebni rekord. 21. aprila 2007 je na izzivu na tekmovanju Targa Tasmania trčil s svojim avtomobilom XB Falcon. Poškodovana nista bila ne on ne njegov avtomobil. Eric Bana se je 15. novembra 2009 pojavil v britanski motorni oddaji Top Gear kot gost za promocijo njegove kampanje »Zvezda v razumno dragem avtomobilu« (»Star in a Reasonably Priced Car«). Izziv v oddaji Top Gear je izpolnil v 1 minuti in 47,5 sekunde, tekmoval pa je na mokri stezi in tako postavil rekord za najhitreje izpoljnjen izziv na mokri stezi.
Eric Bana je oboževalec avstralskega nogometa. Šport je vzljubil že zelo mlad, ko ga je njegov boter odpeljal na ogled nogometnega kluba St Kilda Football Club, njegovega najljubšega avstralskega nogometnega kluba. Igre avstralske nogometne lige gleda, kadar je na počitnicah v Avstraliji ali kadar promovira svoje filme. Zaradi njegove ljubezni do nogometnega kluba St Kilda FC je bil slednji vključen tudi v njegov film Komiki in ga je omenjal, ko je film v letu 2009 promoviral, najbolj odmevno v NBC-jevi oddaji Late Night with Jimmy Fallon. Leta 2010 so ga imenovali za »prvega lastnika vstopnice moštva St Kilda«.

### Dobrodelna dela
Eric Bana je ambasador dobrodene organizacije očeta Chrisa Rileyja za pomoč mladim brezdomcem, naslovljene kot »Mladi z ulic« (»Youth off the Streets«). Leta 2008 se je skupaj z očetom Chrisom pojavil v oglasu, kjer je promoviral prireditve v sklopu organizacije. Je tudi advokat organizacije Mental Illness Fellowship, ki poskuša povečati ozaveščenost o mentalnih boleznih v Avstraliji. Leta 2004 je posnel mnogo pomembnejših oglasov, s katerimi je promoviral organizacijo. Je tudi aktiven v sodelovanju pri kampanijah za organizaciji Australian Childhood Foundation in Bone Marrow Donor Institute. Od leta 1995 dalje sodeluje tudi pri tekmovanju Motorcycle Riders Association Toy Run v Melbourneu, na katerem ob vsakem božiču zbirajo denar in igrače za otroke, ki jih potrebujejo.
Leta 2005 je Eric Bana govoril v ozadju dokumentarnega filma Terrors of Tasmania, ki je govoril o tasmanskem vragu. Film je dokumentiral življenje ženskega tasmanskega vraga, imenovanega Manganinnie in je govoril o neozdravljivi obliki raka, ki ogroža preživetje le-te živalske vrste. Sodeloval je z organizacijo kraljeve družbe za preprečevanje krutosti do živali in leta 2004 med snemanjem filma Troja doniral denar za živalska zavetišča v Berlinu.

## Filmografija
| Leto | Title                    | Role                  | Opombe |
| ---- | ------------------------ | --------------------- | --- |
| 1997 | The Castle               | Con Petropoulous      | |
| 2000 | Chopper                  | Chopper Read          | Nagrada avstralskega filmskega inštituta za najboljšega igralca v glavni vlogi Film Critics Circle of Australia Award za najboljšega igralca Inside Film Award za najboljšega igralca Nagrada filmskega festivala v Stockholmu za najboljšega igralca |
| 2001 | Sestreljeni črni jastreb | Norm »Hoot« Hooten    | Nominiran - Phoenix Film Critics Society Award za najboljšo igralsko zasedbo (skupaj z Ewenom Bremnerjem, Williamom Fichtnerjem, Joshom Hartnettom, Jasonom Isaacsom, Ewanom McGregorjem, Samom Shepardom in Tomom Sizemoreom) |
| 2002 | The Nugget               | Lotto                 | |
| 2003 | Iskanje malega Nema      | Anchor (glas)         | |
| 2003 | Hulk                     | Bruce Banner          | Nominiran - Nagrada Akademije znanstveno-fantastičnih, fantazijskih in grozljivih filmov za obraz te zvrsti iz prihodnosti |
| 2004 | Troja                    | Hektor                | Nominiran - MTV Movie Award za najboljši pretep (skupaj z Bradom Pittom) |
| 2005 | München                  | Avner Kaufman         | Nominiran - Nagrada avstralskega filmskega inštituta za najboljšega igralca v glavni vlogi |
| 2007 | Srečnež                  | Huck Cheever          | Nominiran - Nagrada avstralskega filmskega inštituta za najboljšega igralca v glavni vlogi |
| 2007 | Romulus, moj oče         | Romulus               | Nagrada avstralskega filmskega inštituta za najboljšega igralca v glavni vlogi Nominiran - Film Critics Circle of Australia Award za najboljšega igralca |
| 2008 | Druga sestra Boleyn      | Henrik VIII. Angleški | Nominiran - Nagrada avstralskega filmskega inštituta za najboljšega igralca v glavni vlogi |
| 2009 | Mary in Max              | Damien (glas)         | |
| 2009 | Love the Beast           | On                    | Dokumentarni film, ki ga je tudi produciral in režiral. |
| 2009 | Zvezdne steze            | Nero                  | Boston Society of Film Critics Award za najboljšo igralsko zasedbo (skupaj z Zacharyjem Quintom, Chrisom Pineom, Zoe Saldana, Karlom Urbanom, Johnom Chojem, Ben Crossom, Cliftonom Collinsom, ml., Bruceom Greenwoodom in Antonom Yelchinom) Nominiran - Broadcast Film Critics Association Award za najboljšo igralsko zasedbo (skupaj z Zacharyjem Quintom, Chrisom Pineom, Zoe Saldana, Karlom Urbanom, Johnom Chojem, Ben Crossom, Cliftonom Collinsom, ml., Bruceom Greenwoodom in Antonom Yelchinom) Nominiran - Teen Choice Award za najboljšega zlobneža Nominiran - Washington DC Area Film Critics Association Award za najboljšo igralsko zasedbo (skupaj z Zacharyjem Quintom, Chrisom Pineom, Zoe Saldana, Karlom Urbanom, Johnom Chojem, Ben Crossom, Cliftonom Collinsom, ml., Bruceom Greenwoodom in Antonom Yelchinom) |
| 2009 | Žena popotnika v času    | Henry DeTamble        | |
| 2009 | Komiki                   | Clarke                | |
| 2011 | Hanna                    | Erik Heller           | |

| Leto | Naslov                  | Vloga        | Opombe                                                                |
| ---- | ----------------------- | ------------ | --------------------------------------------------------------------- |
| 1993 | Randevu                 | Več vlog     | 1993–1996 (66 epizod) Logie Award za najpopularnejšo komično osebnost |
| 1996 | The Eric Bana Show Live | Več vlog     | 1996–1997 (17 epizod)                                                 |
| 1999 | All Saints              | Rob Biletsky | 1999–2000 (3 epizode)                                                 |
| 2000 | Nekaj je v zraku        | Joe Sabatini | 2000–2001 (202 epizod)                                                |